# Palazzo Ali Qapu
Il Palazzo Ali Qapu (Persiano: Āli Qāpu - عالی‌ قاپو) è l'antico palazzo degli Scià di Persia che sorge imponente nella grandiosa Piazza Naqsh-e jahàn di Esfahan, in Iran.
Segna l'ingresso al quartiere residenziale dei sovrani Safavidi che si sviluppa oltre la piazza.

## Storia e descrizione

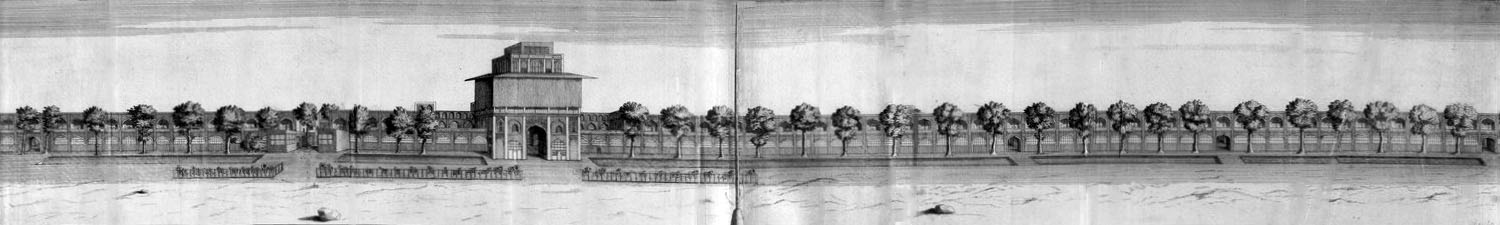
il palazzo in una stampa del 1723 Jean Chardin

La parola Qapu deriva infatti dalla lingua turca e significa "Soglia Reale". Esso venne eretto agli inizi del XVII secolo su ordine dello scià 'Abbas I il Grande, che lo utilizzò per gli incontri con i visitatori importanti e con gli ambasciatori. L'edificio, a pianta rettangolare, si sviluppa su sei piani (per circa 38 metri di altezza) ed ha una vasta terrazza nella sua parte frontale, coperta con soffitto intarsiato sostenuto da colonne altissime lignee.

All'interno del palazzo vi sono ricchi affreschi di Reza Abbasi (il pittore di corte di ʿAbbās I) e della sua scuola, con numerosissimi motivi a soggetto naturalistico. Le porte e le finestre del palazzo erano in origine estremamente decorate, ma esse vennero quasi tutte saccheggiate o distrutte durante i periodi di anarchia sociale che si sono succeduti nei secoli, con l'eccezione di un'unica finestra al terzo piano. L'edificio venne restaurato durante il regno dello Scià Sultan Husain, ma cadde nuovamente in stato di abbandono durante il breve regno degli invasori afghani.

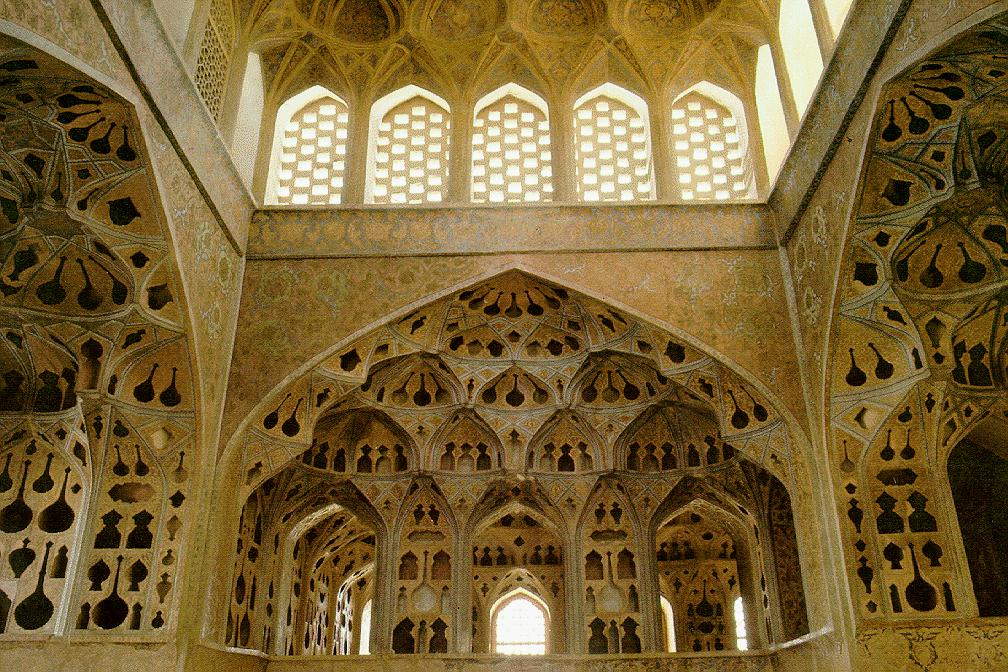
la Sala della Musica

Durante il regno dello scià Nasser al-Din, della dinastia Qajar (XIX secolo), le piastrelle e cornici che sormontavano il portale (risalenti all'epoca safavide) vennero sostituite da piastrelle con iscrizioni.
Lo Scià 'Abbas II era entusiasta della perfezione di ʿAli Qapu e volle lasciare un segno con la costruzione della grande sala che si trova al terzo piano. Sorretta da 18 colonne ricoperte da specchi, la sala presenta un mirabile soffitto decorato da grandi affreschi.

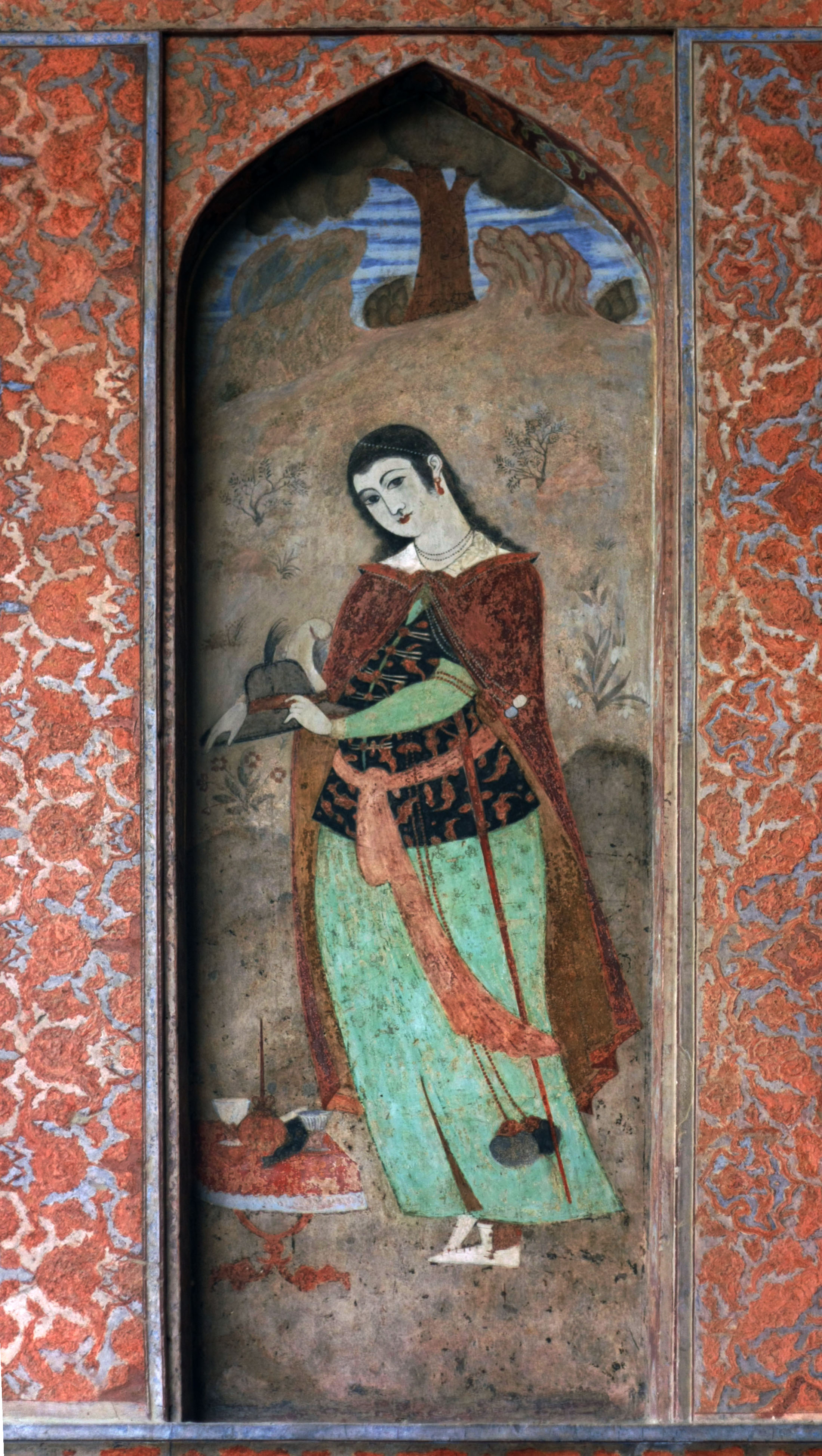
Dipinto

Al sesto piano del palazzo si tenevano i ricevimenti reali e i banchetti. Qui si trovano le stanze più grandi di tutto il palazzo, con quella dedicata ai banchetti che abbondava in stucchi rappresentanti vasi e coppe di tutte le forme. Qui si trovava anche la cosiddetta sala della musica, dove gruppi musicali e solisti erano soliti suonare e cantare. Dalla galleria superiore i Safavidi assistevano alle partite di polo ed alle corse di cavalli che si tenevano nella sottostante piazza Naqsh-e jahān.
Ali Qapu ha più connotazioni, ma in genere connota l'ingresso o la porta suprema al complesso di palazzi ed edifici pubblici del governo Safavide.

### Fasi costruttive

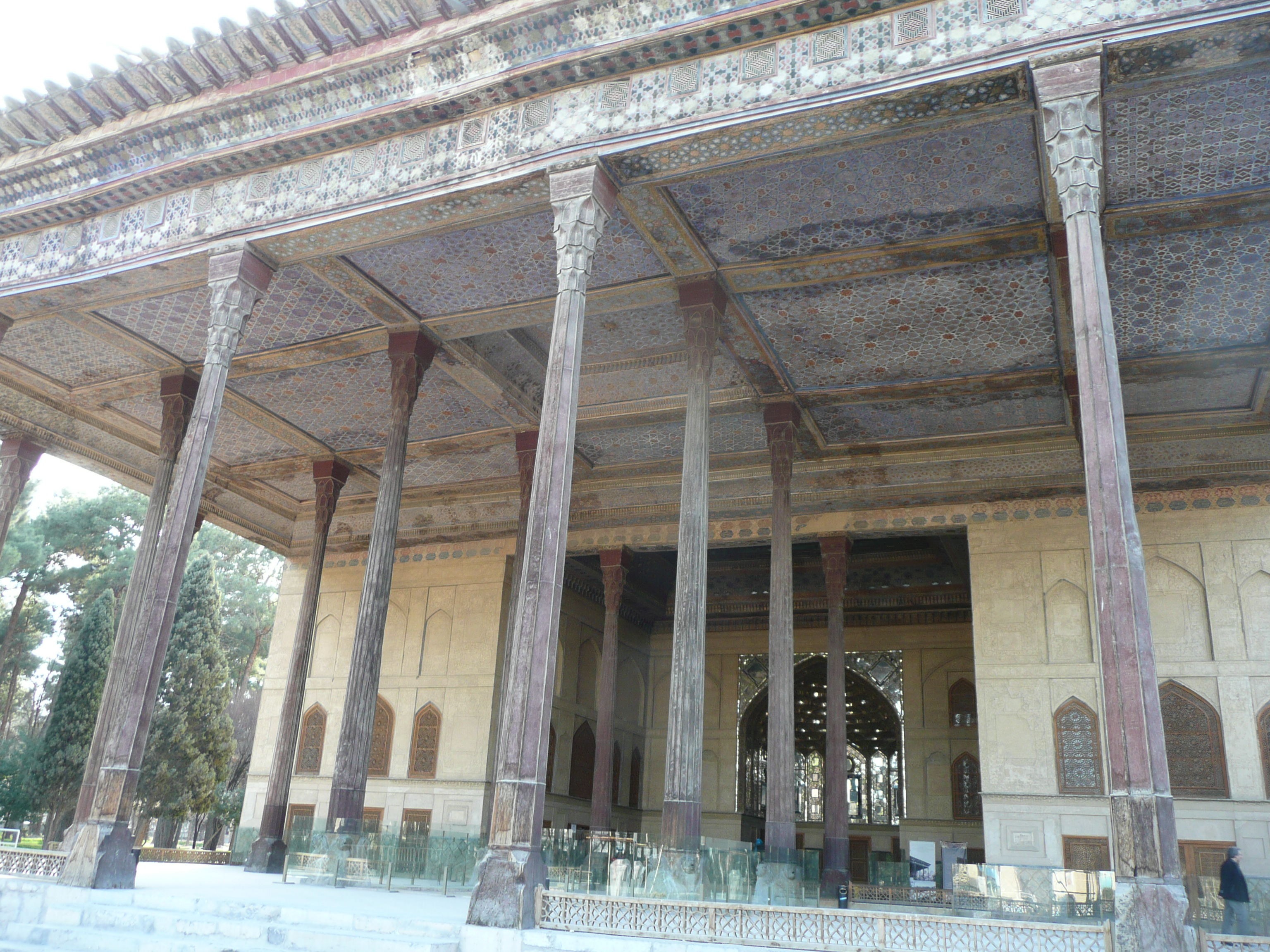
Colonne del balcone reale

La costruzione di Ali Qapu è avvenuta in più fasi, a partire da un edificio con una sola porta, con ingresso al complesso del palazzo del governo, gradualmente si è sviluppato con la forma esistente. Il periodo di sviluppo, con intervalli, è durato circa 70 anni.
- Prima fase: L'edificio diviene ingresso iniziale al complesso in forma cubica e in due storie, con dimensioni di 20 x 19 metri e alta 13 metri.
- Seconda Fase: Fondazione della sala superiore, costruita sul vestibolo di ingresso, di forma cubica, sopra la struttura iniziale di forma cubica con la stessa altezza in due storie visibili.
- Terza tappa: Fondazione del quinto piano, l'Anfiteatro Musicale o Sala della Musica, costruita sulla sala inferiore, utilizzando la sala centrale per la luce del cielo e quindi l'estensione verticale per essere enfatizzato.
- Quarta tappa: Fondazione della veranda orientale o padiglione che avanza verso la piazza, sostenuto dall'edificio a forma di torre. Con la base di questa veranda, il vestibolo d'ingresso è stato esteso lungo il cancello principale e il passaggio al mercato, perpendicolare al fianco orientale del palazzo.
- Quinta tappa: Fondazione del soffitto in legno del balcone, sostenuta da 18 colonne di legno, e contemporanea con l'erezione del soffitto, una scala supplementare nel fianco meridionale è stata creata e chiamata scala Reale.
- Sesta tappa: Durante questa fase, una torre d'acqua è stata costruita sul fianco nord per la fornitura di acqua della piscina del balcone con colonne di rame. Inoltre le decorazioni in gesso e la sala musica.

La camera al sesto piano è anche decorata con intonaco lavorato, che rappresenta pentole e vasi ed è uno dei più famosa proprio e la stanza del suono. Merita certamente una visita per le decorazioni intagliate della stanza, che rappresentano una notevole abilità artistica. Queste forme ritagliate non sono state messe lì a fare da armadi; gli stucchi sono così delicati che cadono al minimo tocco. Quindi possiamo concludere che è stato messo in posizione in queste camere per ornamento e decorazione. Le camere sono state utilizzate per feste private e per i musicisti del re, e questi luoghi vuoti nelle pareti mantengono gli echi prodotti dai suoni del canto e dagli strumenti musicali in tutte le parti.

### Le decorazioni

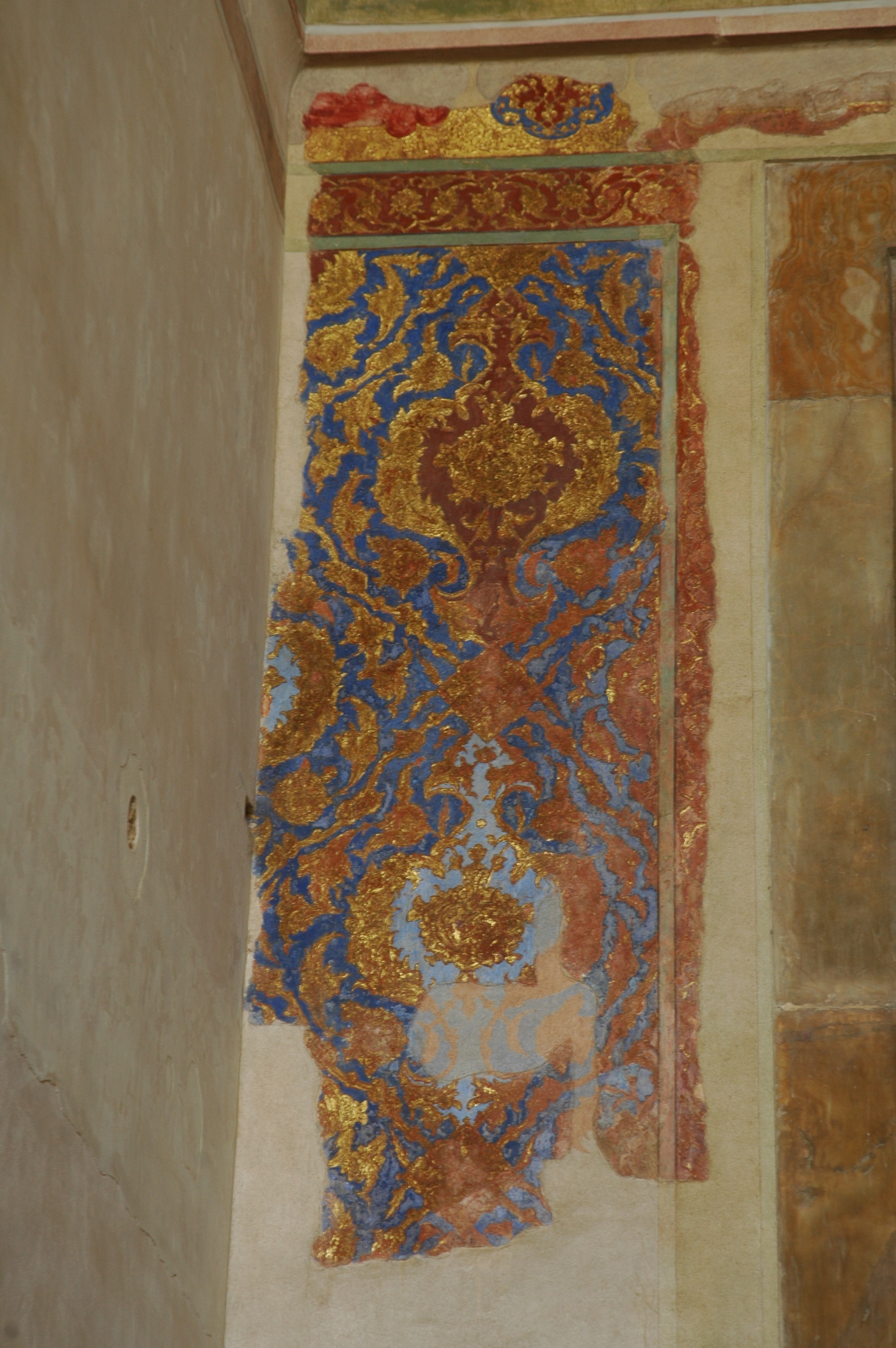
Dettaglio dell'Ali Qapu Palace

Le decorazioni della grande sala al terzo piano che si apre sulla grande sala a pilastri, è stata utilizzata da Shah Abbas per intrattenere i suoi ospiti ufficiali, ed è la più interessante. Fortunatamente, i soffitti, su cui gli uccelli sono raffigurati nei loro colori naturali, sono rimasti senza alterazioni nel loro stato originale dai tempi dei safavidi, e questi sono i migliori tetti dell'edificio.

## Galleria d'immagini

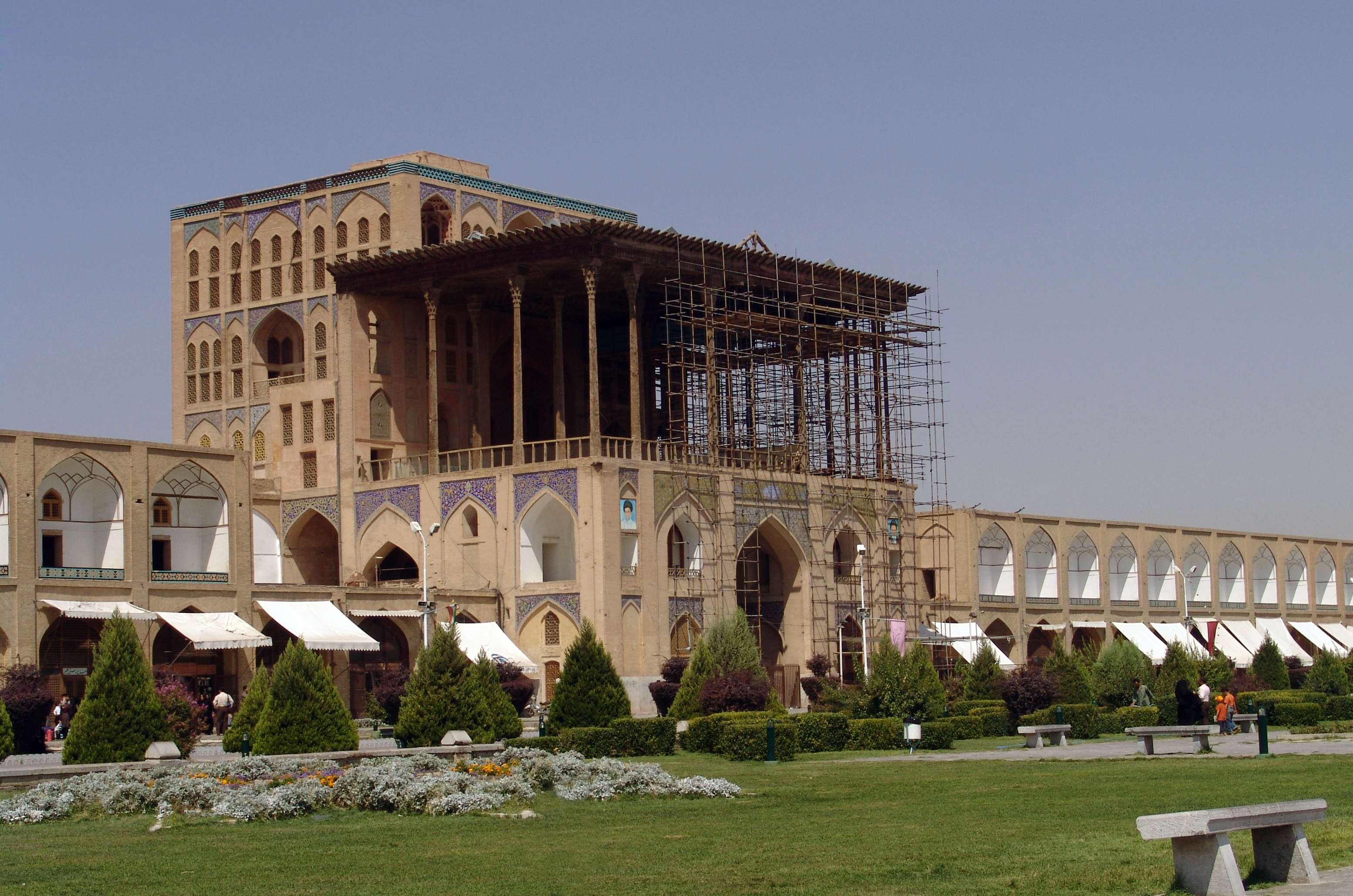
la facciata sulla piazza
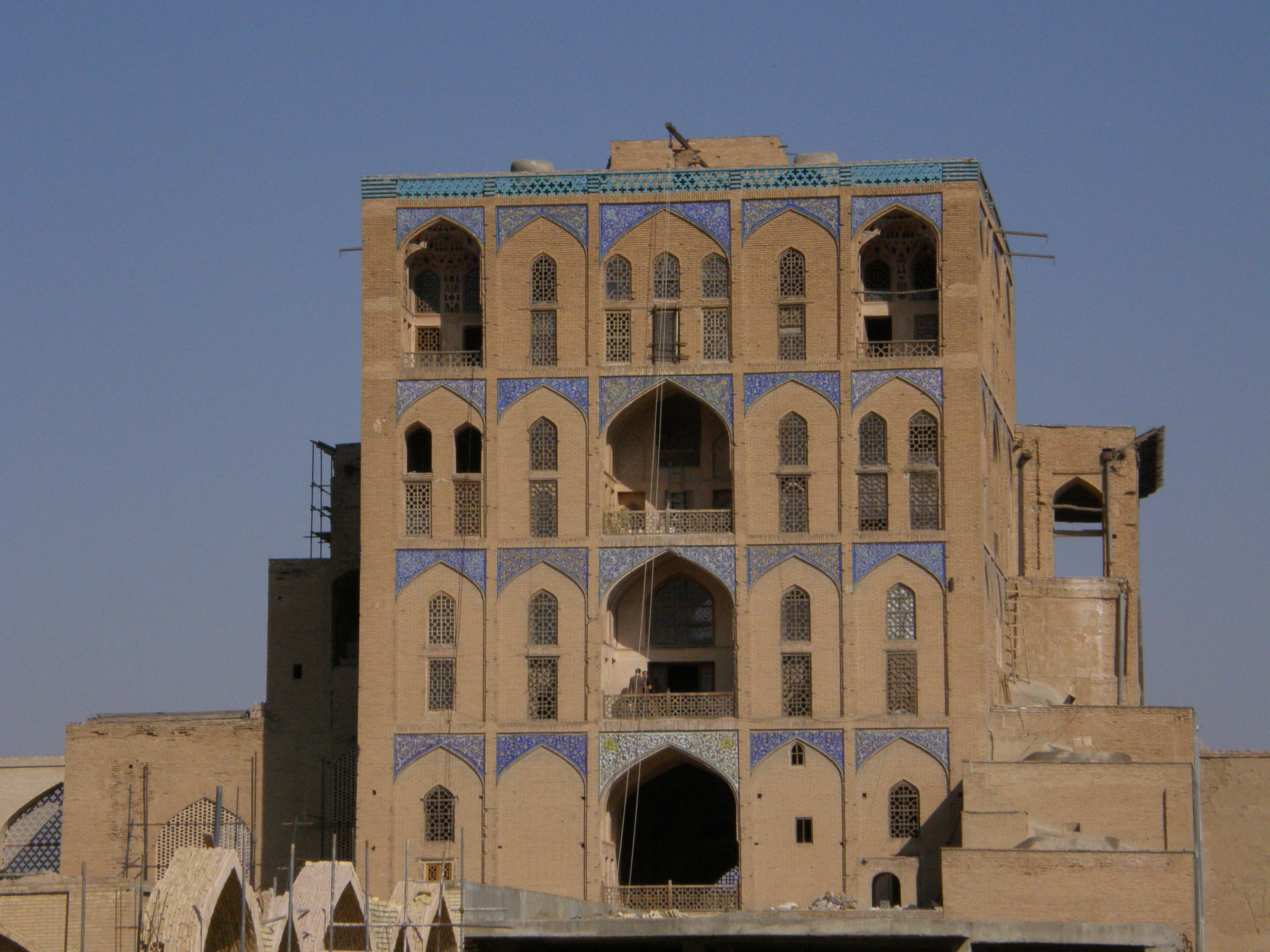
la facciata posteriore
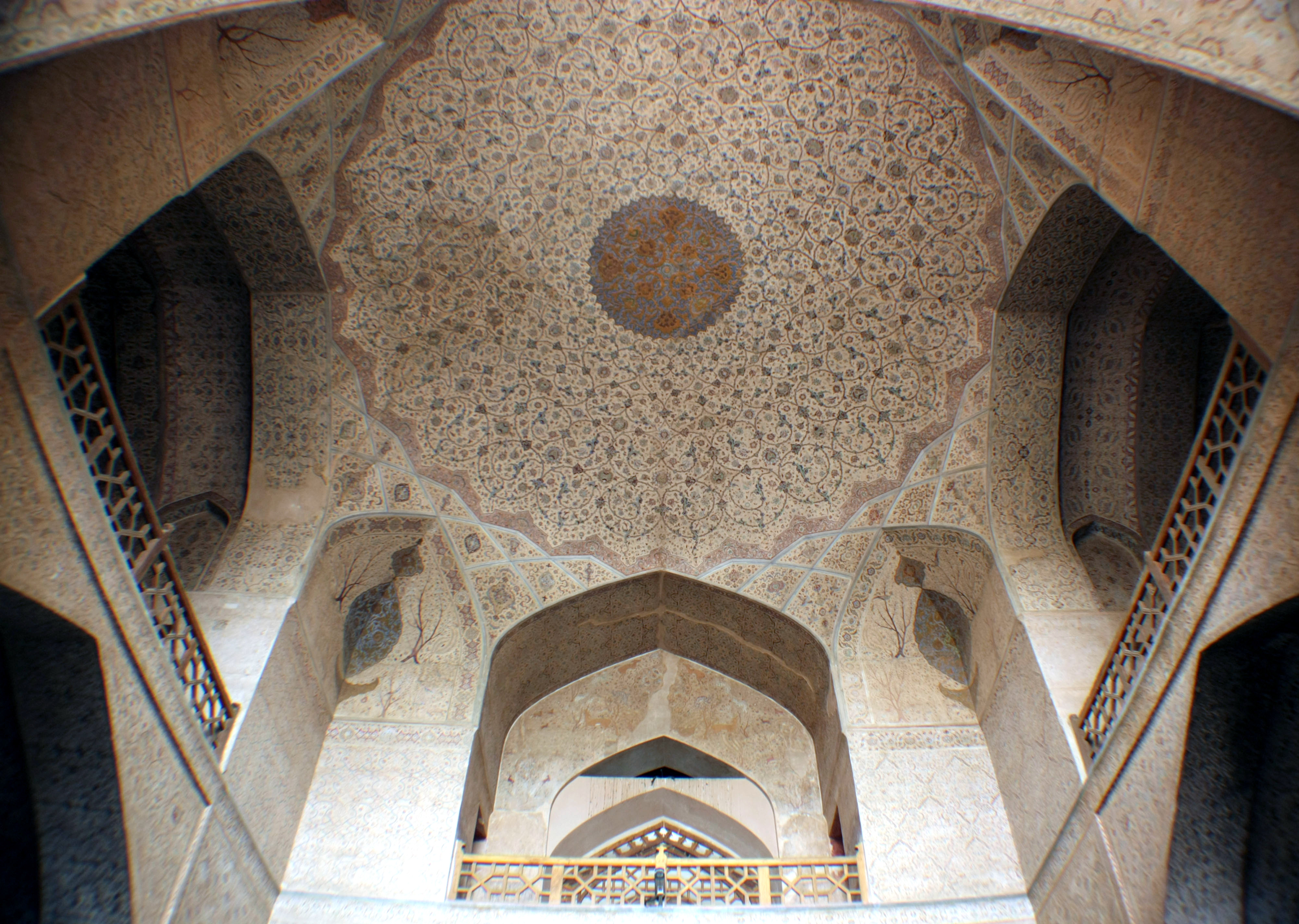
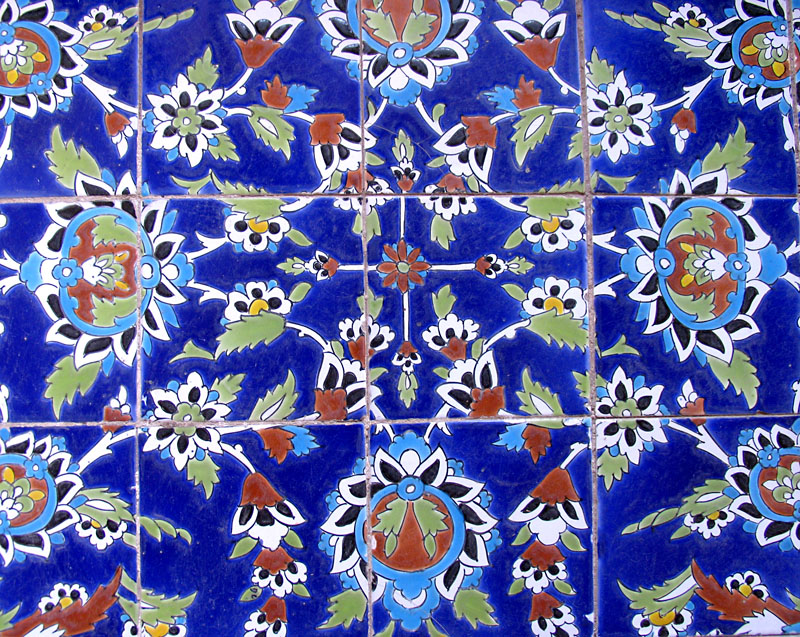
piastrelle
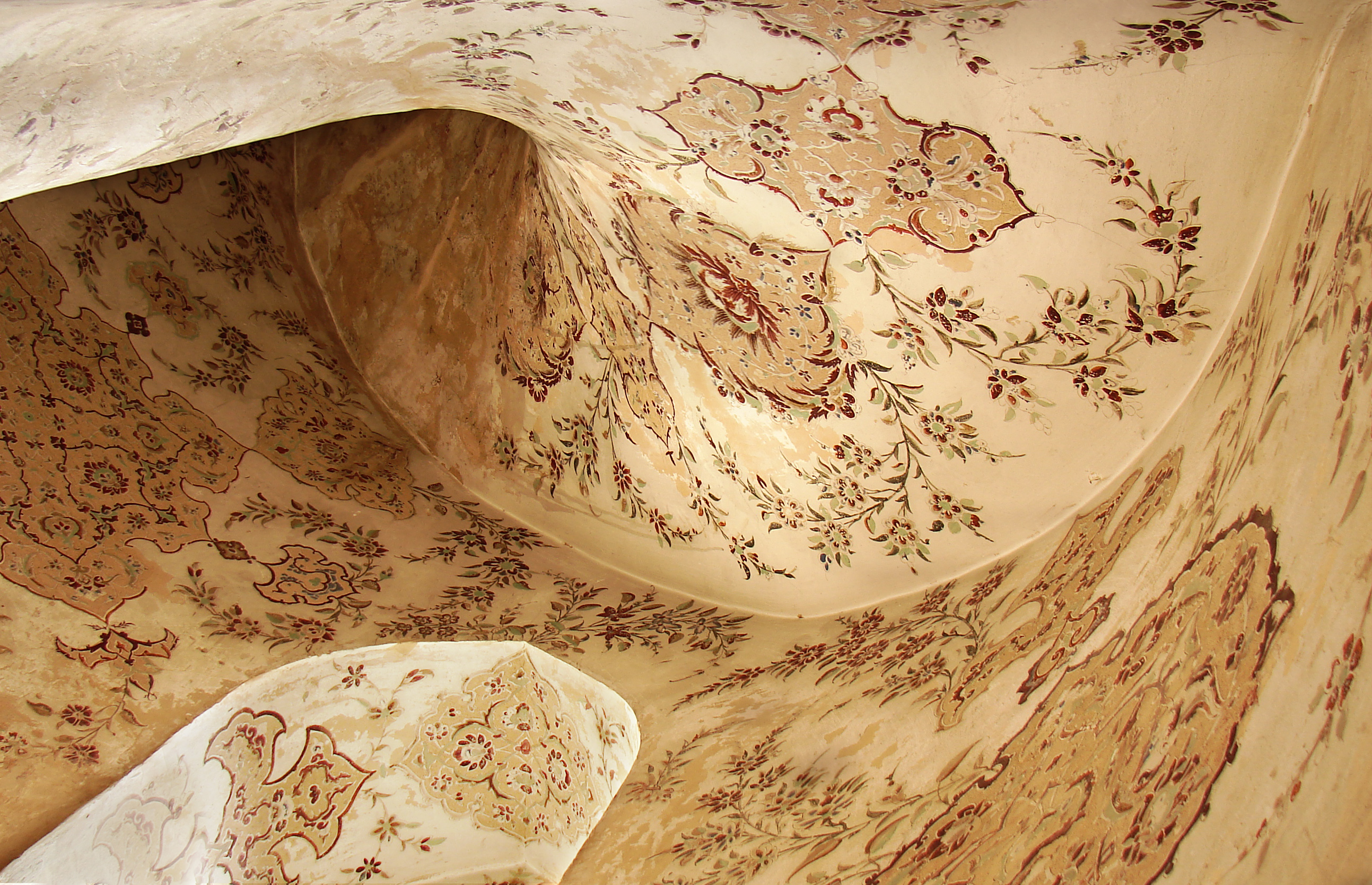
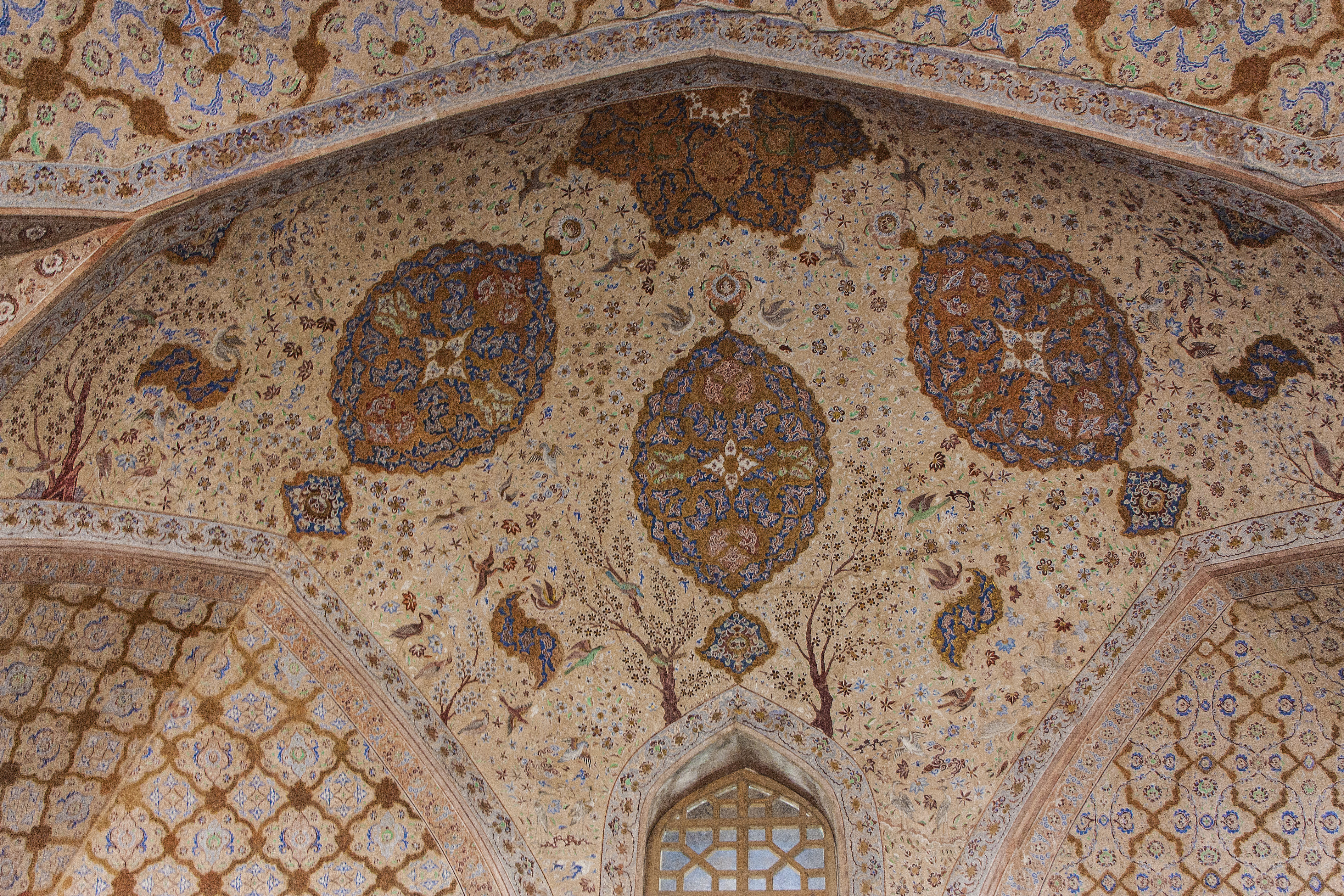
Particolare delle decorazioni del tetto
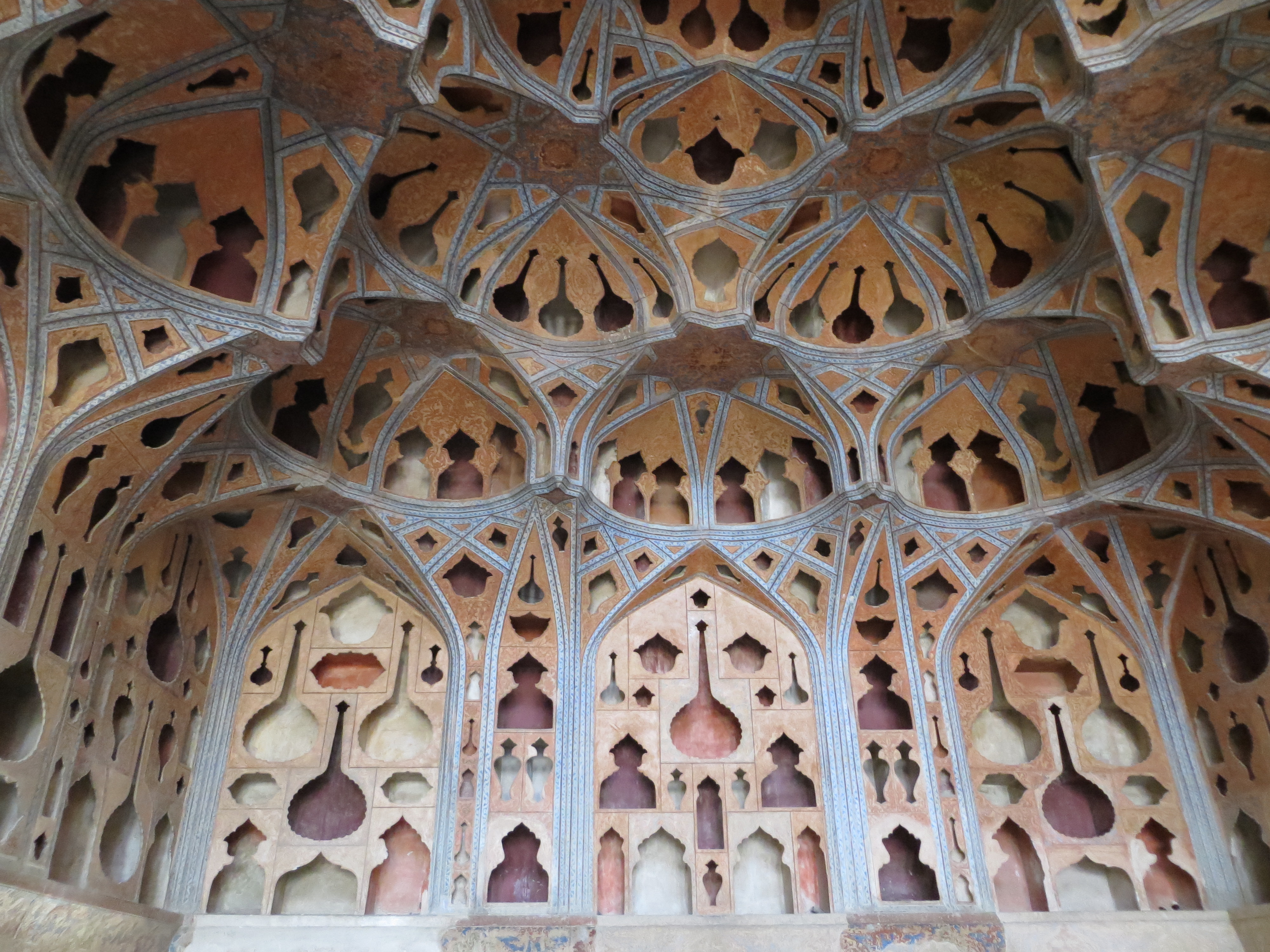
Dettaglio delle decorazioni a stucco